# 松蘿湖
松蘿湖（意即松羅村的水池）是位於台灣雪山山脈的一座高山湖泊，位於棲蘭野生動物重要棲息環境，地處新北市烏來區。1976年由台大登山社呂志廣等人發現，現為台灣知名高山旅遊景點，可由宜蘭縣大同鄉松羅村循步道造訪。湖區盆地位於山谷之中，雖沒有流出口，但湖底地質不利蓄水，且水源只靠谷地四周雨水補充，因此乾、旱季水位變化極大；加上位處高山雲霧林帶，天氣多變、景觀明媚，有「十七歲少女之湖」的稱號。

## 資料來源
1. ↑  吳信政. .  (报告). 行政院原住民族委員會: 177–185. 2003.
2. ↑  .   [2017-06-12]. （原始内容存档于2021-01-24）.
3. ↑  .   [2017-06-12]. （原始内容存档于2019-02-07）.